# DeLorean Motor Company

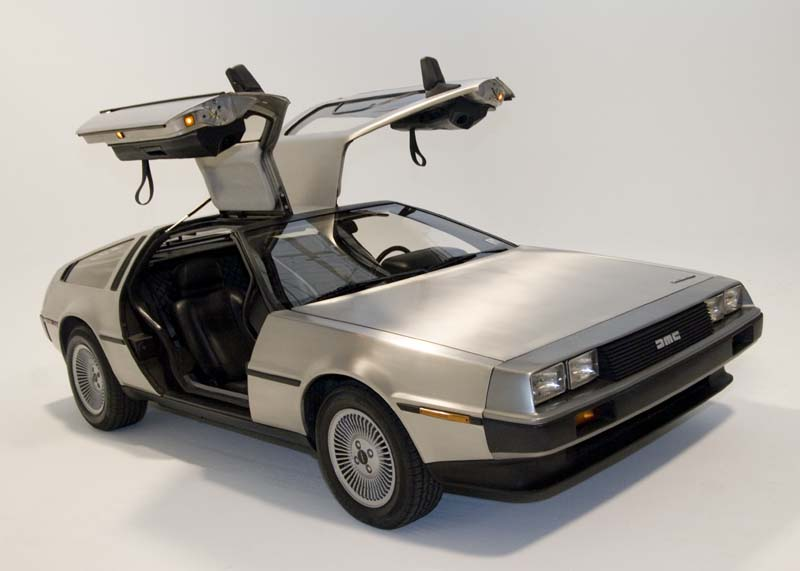
DeLorean cu ușile sale specifice deschise

DeLorean Motor Company (DMC) a fost companie americană producătoare de automobile, fondată de John DeLorean în 1975. Este cunoscută pentru singurul model pe care l-a produs - mașina sport DMC DeLorean din oțel inoxidabil cu uși de tip aripi de pescăruș, cu deschidere verticală și pentru istoria sa scurtă și turbulentă, care s-a încheiat cu falimentul în 1982.
DeLorean a rămas în memoria colectivă după ce a apărut în trilogia filmului Înapoi în viitor (1985, 1989 și 1990) ca un automobil transformat într-o mașină a timpului de către excentricul om de știință Doc Brown, deși compania s-a închis înainte de a fi apărut primul film. 
În 1995, Stephen Wynne, un mecanic născut la Liverpool, a fondat actuala DeLorean Motor Company, situată în Humble, Texas, și la scurt timp după aceea a achiziționat inventarul de piese rămase și drepturile comerciale a mărcii „DMC” DeLorean Motor Company.